# Betsy Repelius
Johanna Elisabeth Repelius, connue comme Betsy, née le 31 janvier 1848 à Amsterdam et morte le 23 janvier 1921 à Amsterdam, est une artiste peintre et une aquarelliste néerlandaise.

## Biographie

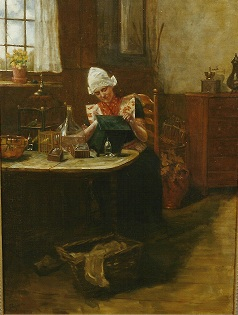

Elle est la plus jeune des huit enfants née au sein d'une riche famille de marchands, principalement engagée dans le commerce du fromage. Contre le souhait de son père, elle décide de devenir une artiste et prend ses premières leçons de peinture d'histoire auprès de Petrus Franciscus Greive. Plus tard, elle étudie avec Karel Frans Philippeau (1825-1897), qui est connu pour ses scènes de genre populaires. De 1873 à 1876, elle est inscrite à l'Académie royale des beaux-arts d'Amsterdam, où son principal instructeur est August Allebé. Elle étudie également la peinture à l'aquarelle avec Nicolaas van der Waay, qui est également devenu un ami proche. En 1875, elle devient membre de l'Arti et Amicitiae et, après 1878, est une participante régulière à leurs expositions.
En 1889, grâce à sa fortune héritée, elle est en mesure de construire une maison conçue par le célèbre architecte Joseph Cuypers.
Elle reste célibataire, mais a un large cercle de  proches amis artistiques, dont Thérèse Schwartze et Lizzy Ansingh.
En raison de sa richesse, elle est parfois critiquée comme étant un simple dilettante. Elle fait des dons de charité, en particulier pour les organisations pour les aveugles. Dans son testament, elle laisse d'importantes sommes pour tous ses amis. La peintre de fleur Marie Heineken, la nièce du brasseur Gerard Adriaan Heineken, reçoit le contenu de son atelier.